# 二宮正博
二宮 正博（にのみや・まさひろ）は、NHKの元エグゼクティブアナウンサー。現在はシニアスタッフ。

## 人物
佐賀県立佐賀西高等学校を経て東海大学文学部卒業後、1970年入局。以後40年近くアナウンサーとして活躍。誕生日の関係で2007年度終了という区切りで定年退職となった。その後は、嘱託職として残留。
2012年3月末をもって引退したものの、その後も番組出演を続け、2014年4月東京へ異動。
ラジオの気象情報では「晴れ朝晩くもり」や「雨夜くもり」等この後は晴れるもののその後は曇りや雨の天気（反対にこの後は雨が降るもののその後は曇りや晴れの天気）が予想される時の表現では『晴れますが、』や『雨ですが、』といった「が」という接続助詞で読み上げる事が多い。

## 現在の担当番組
- NHKニュース - ラジオニュース（火曜夜の18時50分・19時55分・21時55分・22時55分・水曜朝の9時55分の5分間の関東・甲信越のニュースと気象情報、水曜午前2時・午前3時・午前4時のニュース（松本一路と週替りで担当）、木曜13時55分・16時55分の関東・甲信越のニュース・気象情報担当）
- NHKワールド・ラジオ日本 - 木曜日（日本語ニュース、海外安全情報）

## 過去の出演番組
- アジア人間街道（ナレーション、2001年4月〜2003年3月）
- ぐるっと8県 九州沖縄（総合テレビ九州・沖縄地域向け、2003年10月〜2008年3月21日）
- 南の文芸館 朗読講座担当
- ラジオ深夜便（2015年4月29日～2022年3月30日、第5水曜～翌木曜）
- 明日への伝言板（2013年～2015年、CROSS FM）※毎年11月限定。数少ない民放の番組。2015年は『ラジオ深夜便』と掛け持ちになった。
- ラジオニュース(金曜日 午前11時30分のニュース 12時15分関東地方のニュース 午後1時・3時・4時・5時のニュース 2021年度まで)